# 范文敵 (チャンパ王)
范文敵（はん ぶんてき、ベトナム語: Phạm Văn Địch, 生年不詳 - 420年）は、チャンパ王国（林邑国）第2王朝の第6代国王（在位：415年以降 - 420年）。

## 生涯
先代のマノラタヴァルマンはそのおじのガンガーラージャから位を譲られて即位したが、マノラタヴァルマンがガンガーラージャの譲位に反対した大臣の蔵麟（『南史』による。『梁書』では蔵膋とする）を殺すと、蔵麟の子がマノラタヴァルマンを殺して范敵鎧（ガンガーラージャの弟）の異父弟であった范文敵を国王に迎えた。417年7月22日、晋に遣使して馴象と白鸚鵡を献じている。『梁書』『南史』では范文敵は扶南王子の范当根純に殺されたとする。

## 参考資料
- George Cœdès (May 1, 1968). The Indianized States of South-East Asia. University of Hawaii Press. ISBN 978-0824803681
- 『晋書』巻十 帝紀第十 安帝
- 『梁書』巻五十四 列伝第四十八 林邑国
- 『南史』巻七十八 列伝第六十八 林邑国
- 『太平御覧』巻七百八十六 四夷部七 南蛮二 林邑国
- 『太平寰宇記』巻一百七十六 四夷五 南蛮一
- 『通志』巻一百九十八 四夷伝第五 南蛮下 林邑
- 『文献通考』巻三百三十一 四裔考八 林邑